# Annick Le Goff
Pour les articles homonymes, voir Le Goff.
Annick Le Goff est une comédienne française de théâtre, surtout remarquée dans la série de pièces de théâtre Au théâtre ce soir.

## Biographie
Née le 21 mars 1949 à Aix-les-Bains, elle devient comédienne dans les années 1970. Elle se fait remarquer notamment dans Au théâtre ce soir, son premier grand rôle est celui de Polly Baker dans Le noir te va si bien.

## Filmographie

### Actrice

#### Cinéma
- 1979 : Le Mors aux dents : l'employée de Poinsont-Dubreuil
- 1980 : Tout dépend des filles... : Aurore
- 1985 : Le Deuxième Couteau : Pamela Brique
- 2001 : J'ai faim !!! : la cliente
- 2004 : Le Petit Lieutenant : la mère d'Antoine
- 2007 : Mitterrand à Vichy : Berthie Albrecht

#### Scénariste
- 2008 : Pas de secrets entre nous

#### Télévision
- 1975 : Au théâtre ce soir : Le noir te va si bien de Jean Marsan d'après Saul O'Hara, mise en scène Jean Le Poulain, réalisation Pierre Sabbagh, Théâtre Edouard VII
- 1996 : Julie Lescaut, épisode 1 saison 6, Le secret des origines de Josée Dayan : Mme Mercier
- 2009 : L'École du pouvoir de Raoul Peck (mini-série) : Madame de Cigy

## Théâtre
- 1972 : Le Noir te va si bien de Jean Marsan, mise en scène Jean Le Poulain, Théâtre Antoine
- 1973 : Le Bourgeois gentilhomme de Molière, mise en scène Jean Le Poulain, Théâtre Mogador
- 1974 : Le Bourgeois gentilhomme de Molière, mise en scène Jean Le Poulain, mai de Versailles
- 1976 : Chers Zoiseaux de Jean Anouilh, mise en scène Jean Anouilh et Roland Piétri, Comédie des Champs-Élysées
- 1979 : La Mère confidente de Marivaux, mise en scène Caroline Huppert, Comédie de Saint-Etienne, Théâtre de la Potinière
- 1984 : La Salle à manger, Gurney adapt.Barillet & Gredy, Petit Montparnasse et Bouffes Parisiens
- 1985 : Lily et Lily de Pierre Barillet et Jean-Pierre Grédy, mise en scène Pierre Mondy
- 2006 : Loin de Corpus Christi de Christophe Pellet, mise en espace Jacques Lassalle, Festival de théâtre Nava Limoux
- 2012 : Loin de Corpus Christi de Christophe Pellet, mise en scène Jacques Lassalle, Théâtre de la Ville (aux Abbesses)
- 2012 :  Le Garçon sort de l'ombre, Régis Demartrin-Donos  (Montpellier 13 Vents)
- 2018 : Tartuffe de Molière adapté par Christopher Hampton, mise en scène Gérald Garutti, Londres, Theatre Royal Haymarket

### Auteur
- 2019 : Madame Zola, mise en scène d'Anouche Setbon